# Victor Klemperer von Klemenau

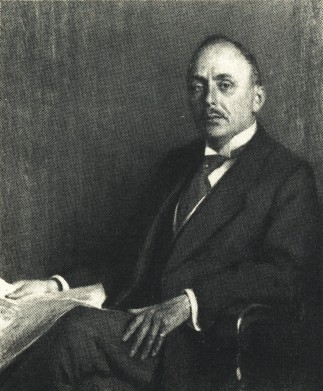
Robert Sterl: Bildnis des Bankiers Victor von Klemperer, 1922

Victor Klemperer von Klemenau (* 20. Juni 1876 in Dresden; † 13. März 1943 in Bulawayo, Südrhodesien) war ein deutscher Bankier.

## Leben
Seine Eltern waren Gustav Klemperer (1852–1926), der 1910 geadelt wurde, und Charlotte Engelmann (1857–1934). Er wuchs mit den jüngeren Brüdern Herbert (1878–1951) und Ralph-Leopold (1884–1956) auf. Der jüdisch erzogene Victor konvertierte 1907 zum protestantischen Glauben, als er Sophie Reichenheim (1888–1976) heiratete. Seit 1910 durfte er sich Edler von Klemenau nennen. Aus der Ehe mit Sophie gingen vier Kinder hervor, nämlich Sophie Charlotte (1909–2004), Peter Ralph (1910–2000), Gustav Victor (1915–1997) und Elisabeth-Dorothea (1918–1977).
Im Anschluss an eine Bildungsreise nach Südosteuropa und Konstantinopel studierte er an den Universitäten Halle (Saale), Berlin und Freiburg im Breisgau Rechtswissenschaften. 1898 promovierte er in Halle zum Thema „Die rechtliche Natur der Genussscheine“. Victor Klemperer leistete seinen freiwilligen Militärdienst 1899 in einem Feldkanonen-Regiment in Prag ab. Er gehörte danach zusammen mit seinem Vater Gustav zu den wichtigsten Vertretern der im November 1872 gegründeten Dresdner Bank, wo er 1898 mit seiner Ausbildung begann. Nach einer Tätigkeit ab 1899 beim Bankhaus Alfred Kessler & Co. in New York City trat er 1902 als Prokurist in die Ludwig Loewe & Co. AG in Berlin ein. Im Januar 1904 kehrte er zur Dresdner Bank zurück und kam als Prokurist in die Berliner Filiale. 1908 wechselte er in die Leipziger Filiale, an deren Gründung er maßgeblichen Anteil hatte; 1909 übernahm er deren Leitung. Im Januar 1914 übernahm er die Leitung des für Sachsen zuständigen Dresdner Stammhauses der Bank, das bis dahin von seinem Vater geführt wurde. Unterbrochen durch den Militärdienst (1914 bis 1918 als Hauptmann für Österreich, ausgezeichnet mit vier Orden) hatte er diese Funktion bis zum 31. Mai 1934 inne und war damit für alle den sächsisch-mitteldeutschen Raum betreffenden Entscheidungen des Unternehmens zuständig. Er erwarb große Verdienste beim Ausbau der Dresdner Bank, die im Freistaat Sachsen ihr größtes Filialnetz unterhielt. Die TH Dresden verlieh ihm 1929 die Ehrensenatorenwürde.
Dr. Victor von Klemperer war Vorsitzender des Aufsichtsrates der Freiberger Papierfabrik zu Weißenborn (heute Felix Schoeller  GmbH & Co.KG).

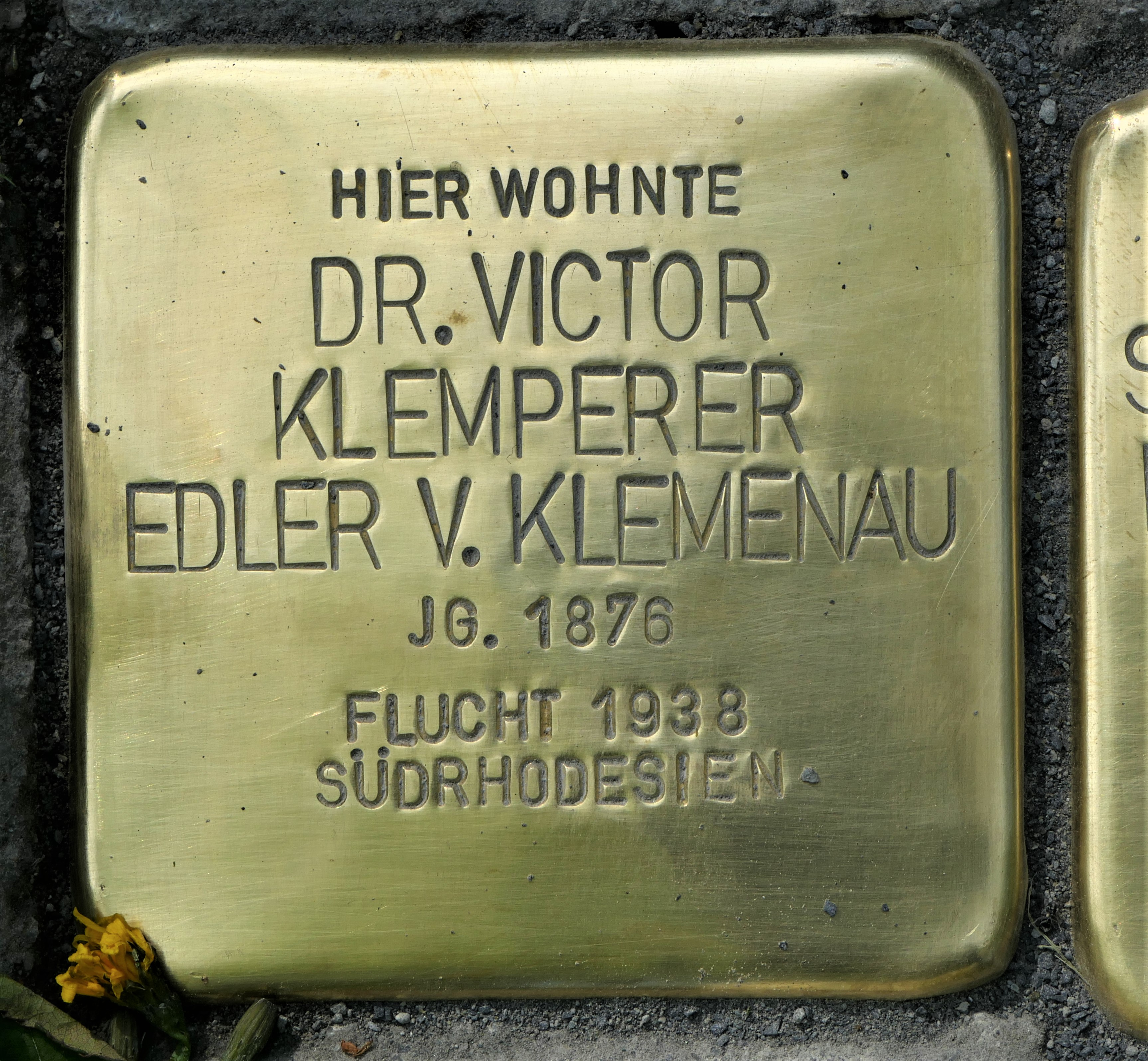

Wegen seiner jüdischen Herkunft wurde Klemperer von den Nationalsozialisten nach deren Machtantritt denunziert, dann im Juni 1934 zwangsweise pensioniert. Als ihm im Juni 1938 verboten wurde, Funktionen in Gremien wahrzunehmen, floh er mit seiner Ehefrau aus Deutschland und erhielt Asyl in Südrhodesien, wo sich sein Bruder Ralph bereits seit Mai 1937 aufhielt. Victor Klemperers Ehefrau Sophia reiste im Oktober 1938 zurück nach Deutschland, um die ehemalige Familien-Villa zu verkaufen. Sie kehrte im November 1938 nach Bulawayo zurück.

## Kunstsammlung
Seine Kunstsammlung, die aus Porzellan, Gemälden, Plastiken sowie Büchern bestand, wurde nach seiner Emigration 1938 beschlagnahmt. Die Sammlung schien einen solchen Rang zu besitzen, dass sie für das geplante „Führermuseum“ in Linz reklamiert wurde. Hitler verfügte am 17. November 1942 persönlich die Übertragung an das Land Sachsen. In die Sächsische Landesbibliothek gelangten daraufhin vor Ende des Krieges 13 Handschriften, 549 Inkunabeln und 510 bibliophile Drucke. Aus den Ausweichlagern kehrten nach Mai 1945 lediglich 12 Inkunabeln zurück. Mit den 1958 erfolgten teilweisen Rückgaben von Bibliotheksbeständen aus der Sowjetunion wuchs der Bestand des Depositums auf 295 Werke an, die 1991 an die Erben übergeben wurden.
Am 17. Juni 2011 wies ein von der belgischen Stadt Gent eingesetztes Gremium die Restitutionsansprüche der Klemperer-Erben auf Rückgabe eines Porträts von Ludwig Adler von Oskar Kokoschka (1913) zurück. Während einer Kokoschka-Ausstellung in Wien zwischen Mai und Juni 1937 war es noch unter dem Eigentümer Victor Klemperer ausgestellt und von diesem 1938 an Herbert E. Kurz, Chemnitz, verkauft worden. Nach mehreren Eigentümerwechseln erwarb es 1987 das Genter Museum voor Schone Kunsten, wo es seitdem ausgestellt ist.

## Schriften

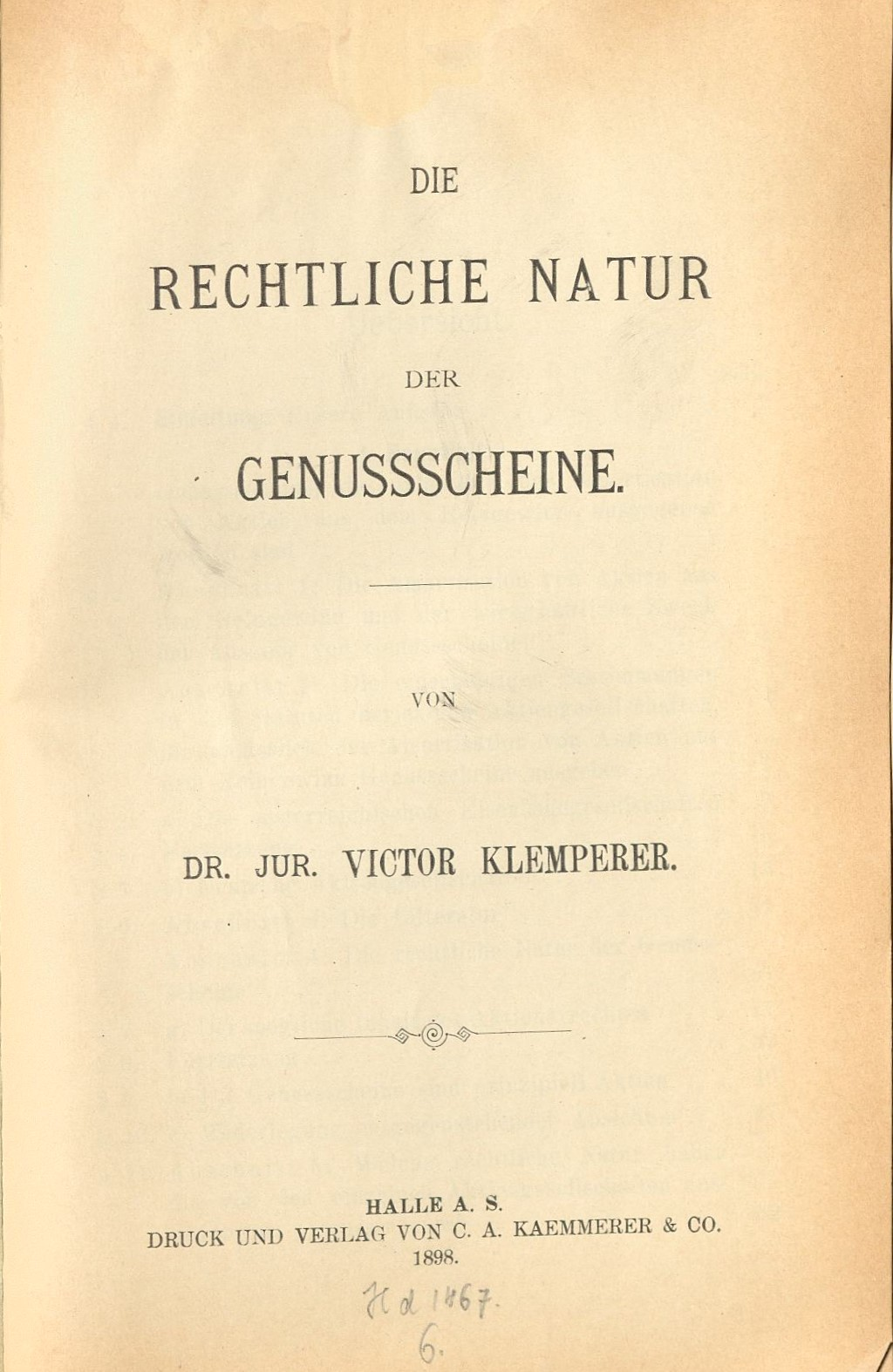
Dissertation (1898)

- Victor Klemperer: Die rechtliche Natur der Genußscheine. Dissertation, Halle-Wittenberg 1898
- Erich von Rath, Konrad Haebler: Frühdrucke aus der Bücherei Victor von Klemperer. Dresden 1927.